# 專題研習
專題研習，又稱為專題式學習、研究性学习、或疑難為本學習，是一種以學生為主的學習模式。在教師的輔助下，由學生策劃、執行及自我評估的學習方法。還有老師會讓學生就自己的興趣和能力去選定一個研習題目，然後搜集資料，對題目作出探索和討論。同學才是專題研習過程的「主人」。
它是一種跨學科的學習技巧。學生透過研習一個特定的專題的同時,運用現有的知識和技巧來重新綜合，並透過進行一些特定的活動，使學生能自主地建構知識，繼而學會這個新的題目，而達至「學習如何學習」的目的，並培養學生的自學精神。
根據親子天下翻轉教育報導，昶心蒙特梭利實驗學校創辦人張淑玲（Amber）從2018年開始關注專題式學習（PBL），常受邀演講這個主題。她認為，PBL 能呼應108課綱對素養教育的真諦與實踐，透過建立學習動機與探索意義，引導學生達到深度學習。過程中，學生不只建立未來需要的核心技能，更能發現自我的影響力。